# Liste von Bergwerken in Thüringen

Landkreise und kreisfreien Städte in Thüringen.

Die Liste von Bergwerken in Thüringen benennt Bergwerksanlagen im Bundesland Thüringen, Deutschland. Sie erhebt keinen Anspruch auf Vollständigkeit.

## Geschichte
Im Thüringer Wald finden sich unzählige stillgelegte Bergwerke. Um die Stadt Suhl sind über 2000 Tagesöffnungen ehemaliger Bergwerksanlagen aus dem 13. bis 20. Jahrhundert nachweisbar; es wurden vorwiegend Eisen-, Silber-, Kupfer- und Uranerze abgebaut. Eine ähnliche Situation zeigt sich um Ilmenau, wo vorrangig Kupfer, Silber, Steinkohle, Uran, Mangan, Spat und Eisenerz gewonnen wurde, sowie um Schmalkalden, Trusetal und Steinbach-Hallenberg. Entlang der Schwarza wurden erhebliche Goldvorkommen abgebaut.

## Liste

### Landkreis Altenburger Land
| Name                         | Ort         | Revier | Beginn | Ende | Bodenschatz | Anmerkungen |
| ---------------------------- | ----------- | ------ | ------ | ---- | ----------- | ----------- |
| Tagebaue bei Zechau          | Kriebitzsch |        |        | 1959 | Braunkohle  | [ 1 ]       |
| Braunkohletagebau Meuselwitz | Meuselwitz  |        |        |      | Braunkohle  |             |

### Landkreis Eichsfeld
| Name                                    | Ort           | Revier                   | Beginn | Ende | Bodenschatz | Anmerkungen                                                                          |
| --------------------------------------- | ------------- | ------------------------ | ------ | ---- | ----------- | ------------------------------------------------------------------------------------ |
| Tagebau Deuna, Dün                      | Deuna         |                          |        |      | Kalkstein   | 3 Abbildungen von 2011: Deuna, Tagebau (1) – Deuna, Tagebau (2) – Deuna, Tagebau (3) |
| Kaliwerk Bischofferode „Thomas Müntzer“ | Bischofferode | Nordthüringer Kalirevier | 1906   | 1993 | Kalisalz    |                                                                                      |

### Erfurt
| Name                           | Ort    | Revier | Beginn | Ende | Bodenschatz | Anmerkungen |
| ------------------------------ | ------ | ------ | ------ | ---- | ----------- | ----------- |
| Königliches Salzwerk zu Erfurt | Erfurt |        | 1863   | 1916 | Steinsalz   | [ 2 ]       |

### Landkreis Greiz
| Name                               | Ort        | Revier       | Beginn | Ende | Bodenschatz | Anmerkungen                    |
| ---------------------------------- | ---------- | ------------ | ------ | ---- | ----------- | ------------------------------ |
| Uranbergwerke der SAG/SDAG Wismut  | Ronneburg  | Ostthüringen |        | 1990 | Uran        | anhaltende Sanierungsmaßnahmen |
| Tagebaue Culmitzsch/Trünzig/Gauern | Culmitzsch | Ostthüringen |        | 1990 | Uran        |                                |

### Ilm-Kreis
| Name                                 | Ort         | Revier         | Beginn | Ende | Bodenschatz     | Anmerkungen       |
| ------------------------------------ | ----------- | -------------- | ------ | ---- | --------------- | ----------------- |
| Fluss- und Schwerspatbergwerk Gehren | Gehren      | Thüringer Wald | 1995   | 2008 | Flussspat       | derzeit gestundet |
| Schaubergwerk Volle Rose             | Langewiesen | Thüringer Wald | 1842   | 1991 | Spat und Mangan |                   |

### Kyffhäuserkreis
| Name                                           | Ort            | Revier                   | Beginn | Ende | Bodenschatz             | Anmerkungen |
| ---------------------------------------------- | -------------- | ------------------------ | ------ | ---- | ----------------------- | --- |
| Kaliwerk Roßleben „Heinrich Rau“               | Roßleben       | Nordthüringer Kalirevier | 1903   | 1991 | Kalisalz                | abgerissen; Verwaltungsbau, Labor und Hauptwerkstatt baulich noch vorhanden; derzeit im Vergabeverfahren für Wiederaufnahme.            |
| Kaliwerk Gewerkschaft Schwarzburg              | Seega          |                          | 1910   | 1925 | Carnallit               | Lösungserfüllt, verplombt. |
| Kaliwerk Gewerkschaft Großherzog Wilhelm Ernst | Oldisleben     |                          | 1905   | 1922 | Carnallit und Steinsalz | 2 Schächte: Schacht I (geteuft 1905–08); Schacht II (geteuft 1912–1914), beide lösungserfüllt, verplombt.                               |
| Kaliwerk Gewerkschaft Thüringen                | Heygendorf     |                          | 1905   | 1921 | Kalisalze               | Schacht I: geteuft 1905–06, Schacht II: geteuft 1913 (bis Teufe 275 m, danach Aufgabe wegen Wassereinbruch). Lösungserfüllt, verplombt. |
| Gewerkschaft Günthershall                      | Seega          |                          | 1905   | 1926 | Kalisalze               | Lösungserfüllt, verplombt. |
| Kaliwerk Gewerkschaft Heldrungen               | Oberheldrungen |                          | 1902   | 1923 | Kalisalze               | 1939 vergeblicher Versuch zur Einlagerung von Kriegsmaterialien, 1940 aufgegeben. Lösungserfüllt, verplombt.                            |
| Kaliwerk Gewerkschaft Irmgard                  | Heldrungen     |                          | 1911   | 1923 | Kalisalze               | Ersoffen seit 1941. Lösungserfüllt, verplombt.                                                                                          |
| Kaliwerk Gewerkschaft Walter                   | Oberheldrungen |                          | 1910   | 1923 | Kalisalze               | Ersoffen seit 1941. Lösungserfüllt, verplombt.                                                                                          |

### Landkreis Nordhausen
| Name                                   | Ort               | Revier                   | Beginn | Ende | Bodenschatz | Anmerkungen               |
| -------------------------------------- | ----------------- | ------------------------ | ------ | ---- | ----------- | ------------------------- |
| Kaliwerk „Karl Liebknecht“ Bleicherode | Bleicherode       | Nordthüringer Kalirevier | 1899   | 1990 | Kalisalz    | Versatzbergwerk seit 1996 |
| Rabensteiner Stollen                   | Ilfeld            | Nordthüringen            |        |      | Steinkohle  | Besucherbergwerk          |
| Steinbruch am Kohnstein                | Niedersachswerfen | Nordthüringen            |        |      | Anhydrit    |                           |
| Kaliwerk „Karl Marx“ Sollstedt         | Sollstedt         | Nordthüringer Kalirevier | 1902   | 1990 | Kalisalz    | Versatzbergwerk seit 2008 |

### Landkreis Saalfeld Rudolfstadt
| Name                          | Ort          | Revier                    | Beginn | Ende | Bodenschatz               | Anmerkungen                    |
| ----------------------------- | ------------ | ------------------------- | ------ | ---- | ------------------------- | ------------------------------ |
| Schieferbergwerk Lehesten     | Lehesten     | Thüringer Schiefergebirge |        |      | Tonschiefer               |                                |
| Eisenerzgrube Schmiedefeld    | Schmiedefeld | Thüringer Wald            | 1888   | 1972 | Chamositeisenerz/Eisenerz | verschlossen, verplombt (Lage) |
| Schieferbergwerk Unterloquitz | Unterloquitz | Thüringer Schiefergebirge |        |      | Tonschiefer               |                                |

### Landkreis Schmalkalden-Meiningen
| Name                                 | Ort      | Revier         | Beginn | Ende | Bodenschatz               | Anmerkungen                                       |
| ------------------------------------ | -------- | -------------- | ------ | ---- | ------------------------- | ------------------------------------------------- |
| Finstertal                           | Asbach   | Thüringer Wald | 1900   |      | Eisen, Manganerz          | Besucherbergwerk mit 300 m erschlossenen Strecken |
| Hühn                                 | Trusetal | Thüringer Wald | 1900   | 1990 | Flussspat, Schwerspat     | Besucherbergwerk                                  |
| Grube Klinge                         | Trusetal | Thüringer Wald |        | 1968 | Eisen, Schwerspat         | als Tagebau bis 1990                              |
| Grube Mommel                         | Trusetal | Thüringer Wald |        | 1991 | Eisen, Schwerspat         |                                                   |
| Grube Stahlberg                      | Atzerode | Thüringer Wald |        | 1969 | Eisen, Kupfer, Schwerspat | als Übungsstolln geringfügige Gewinnung bis 1990  |
| Märchen- und Sandsteinhöhle Walldorf | Walldorf | Ostthüringen   | 1800   | 1914 | Sand                      |                                                   |

### Suhl
Suhl ist eine kreisfreie Stadt.
| Name                          | Ort             | Revier         | Beginn          | Ende | Bodenschatz | Anmerkungen                                                                          |
| ----------------------------- | --------------- | -------------- | --------------- | ---- | ----------- | ------------------------------------------------------------------------------------ |
| Schwarze Crux                 | Suhl-Vesser     | Thüringer Wald | 17. Jahrhundert | 1924 | Magnetit    | Besucherbergwerk                                                                     |
| Neuer Tiefer St. Jakob-Stolln | Suhl-Goldlauter | Thüringer Wald |                 |      |             | Bergbau-Erlebnisbereich mit 40 Stationen in vier Bergrevieren rund um die Stadt Suhl |

### Unstrut-Hainich-Kreis
| Name                | Ort       | Revier                   | Beginn | Ende | Bodenschatz             | Anmerkungen |
| ------------------- | --------- | ------------------------ | ------ | ---- | ----------------------- | ----------- |
| Kaliwerk Volkenroda | Menteroda | Nordthüringer Kalirevier | 1906   | 1991 | Kalisalz, Erdöl, Erdgas |             |

### Wartburgkreis
| Name                                | Ort                | Revier     | Beginn | Ende            | Bodenschatz | Anmerkungen |
| ----------------------------------- | ------------------ | ---------- | ------ | --------------- | ----------- | --- |
| Kalischacht Alexandershall-Abteroda | Dippach            | Kali Werra | 1911   | 1922 aufgegeben | Kalisalz    | [ 8 ] |
| Kalischacht Alexandershall-Dippach  | Dippach            | Kali Werra | 1911   | 1960er Jahre    | Kalisalz    | [ 8 ] |
| Kalischacht Buttlar                 | Buttlar            | Kali Werra | 1910   | -               | Kalisalz    | Teufen vor Erreichen des Salinars eingestellt.                                                                            |
| Kalischacht Dankmarshausen          | Dankmarshausen     | Kali Werra | 1910   | -               | Kalisalz    | Inbetriebnahme war wegen Wassereinbruch nicht möglich.                                                                    |
| Kaliwerk Dietlas                    | Dietlas            | Kali Werra | 1898   |                 | Kalisalz    | Schacht Großherzog v. Sachsen I                                                                                           |
| Kalischacht Heiligenmühle           | Oechsen            | Kali Werra | 1911   | -               | Kalisalz    | Teufen vor Erreichen des Salinars eingestellt.                                                                            |
| Kalischacht Mariengart              | Oechsen            | Kali Werra | 1911   | -               | Kalisalz    | Teufen vor Erreichen des Salinars eingestellt.                                                                            |
| Kalischacht Heldburg                | Leimbach           | Kali Werra | 1896   |                 | Kalisalz    | [ 8 ] |
| Kaliwerk Menzengraben               | Stadtlengsfeld     | Kali Werra | 1911   |                 | Kalisalz    | Schächte Großherzog v. Sachsen II und Großherzog v. Sachsen III                                                           |
| Kaliwerk Merkers (Kaiseroda I-III)  | Merkers            | Kali Werra | 1895   | 1993            | Kalisalz    | Schächte Kaiseroda I (1895), Kaiseroda II und III (1911). Seit 1991 Teil des Erlebnisbergwerk Merkers                     |
| Kaliwerk Möllersgrund               | Frauensee          | Kali Werra | 1911   |                 | Kalisalz    | Schächte Heiligenroda IV (1911) und Heiligenroda V (1912)                                                                 |
| Grube Springen                      | Springen, Dorndorf | Kali Werra |        |                 | Kalisalz    | Schächte Heiligenroda I (1907) und Heiligenroda II und III (1911), Werk am Bahnhof Dorndorf, verbunden mit einer Seilbahn |